# Alcotas
Alcotas és un llogaret del municipi de Calles, a la comarca dels Serrans (País Valencià).
Forma un petit enclavament (2,19 ha), dins el terme municipal de Xelva, a pocs quilòmetres del límit amb Aragó. El 2011 tenia 9 habitants.